# AquaDom
L'AquaDom era un acquario cilindrico in polimetilmetacrilato, alto circa 25 metri e situato all'interno del Radisson Collection Hotel, nel quartiere berlinese di Mitte. Fino al 16 dicembre 2022, giorno della sua distruzione accidentale, è stato l'acquario cilindrico indipendente più grande del mondo.
Era uno dei luoghi più visitati di Berlino, con decine di migliaia di persone all'anno.

## Struttura e storia
Inaugurato il 2 dicembre 2003, dopo diversi anni di costruzione, e costato circa 12,8 milioni di euro, l'AquaDom era l'attrazione principale del Berlin Sea Life Centre, il parco dedicato alla vita marina di proprietà della Merlin Entertainments Limited, situato, come lo stesso Radisson Collection Hotel, nel complesso di DomAquarée. Progettato e realizzato dalla società statunitense International Concept Management, Inc. in società con la tedesca Müller-Altvatter, l'enorme acquario aveva in effetti la forma di una corona cilindrica alta 16 metri (a cui si sommavano 9 metri di basamento, avente funzione di fondale, per un'altezza totale di 25 metri) ed era stato montato in loco incollando dodici diversi segmenti, formanti la superficie esterna della corona e aventi un diametro di 11 m, e posizionando poi il cilindro interno, formato da un unico segmento. All'interno di quest'ultimo era inoltre alloggiato un ascensore, che permetteva ai visitatori di avere una visione unica dell'acquario.
Riempito con 1 milione di litri d'acqua salata, l'AquaDom conteneva oltre 1 500 pesci di 50 specie diverse, per nutrire i quali erano necessari 8 kg di mangime e altri pesci al giorno.  Sia l'alimentazione dei pesci, sia la pulizia della vasca venivano eseguite giornalmente da tre o quattro sommozzatori. La gestione biologica dell'acquario era stata affidata alla Berliner Gesellschaft für Großaquarien (BGG), che aveva in progetto di trasformare l'AquaDom in una barriera corallina creata artificialmente; a questo scopo era previsto l'inserimento di numerose specie, tra pesci e molluschi.
Riaperto nell'estate del 2022 dopo due anni e mezzo di manutenzione, la mattina del 16 dicembre 2022 l'AquaDom è esploso, causando lo sversamento del suo contenuto nell'area dell'hotel, che è stato evacuato, e della strada di fronte ad essa, nonché il ferimento di due persone.
L'esplosione è stata registrata anche dal sismografo di Berlino. L'incidente è avvenuto poco prima delle 6 e i danni alle persone sono stati limitati, grazie all'orario mattiniero. Le cause della rottura sono sconosciute, ma si sospetta l'usura dei materiali, nonostante la recente ristrutturazione, accentuata dall'effetto del freddo.
All'inizio di maggio 2023, un portavoce della proprietà dell'edificio ha annunciato che, nonostante non fossero note le cause dell'incidente, l'AquaDom non sarebbe stato ricostruito.